# Ernest Laharanne
Ernest Laharanne, né Jean Ernest Laharanne le 8 novembre 1840 à Sauveterre-de-Béarn, et mort le 10 juillet 1897 à Moulins, est un écrivain politique français. Rédacteur en chef de L'État : journal de la République et de la liberté commerciale qu'il avait racheté à Louis Ulbach sous le titre La Cloche, son journal soutenait le libre-échange. Comme catholique libéral, Laharrane avait appartenu au secrétariat de Napoléon III. 
Il est célèbre pour avoir proposé la reconstitution de la nationalité juive dès 1860. Il appuyait cette idée sur le principe des nationalités que Napoléon III avait adopté. 
Moïse Hess le cite dans son Rome et Jérusalem. La dernière question nationale (onzième lettre), 1862.

## Œuvres
- La Nouvelle question d'Orient. Empires d'Égypte et d'Arabie. Reconstitution de la nationalité juive, Dentu, 1860 (lire en ligne).
- Les Sociétés de S.-Vincent-de-Paule [sic] devant l'opinion, réponse aux attaques dont elles ont été l'objet, Dentu, 1860.
- L'Orateur d'État devant les Chambres françaises, Auch, F. Foix, 1867.